# لورفا
لورفا شهری در شهرستان رولو در استان بام در بورکینافاسوی شمالی است و جمعیت آن ۱۳۶۳ نفر است.